# Военные эмблемы министерства обороны США
Военные эмблемы министерства обороны США — это знаки различия в министерстве обороны США, которые позволяют различать, к какому конкретно подразделению относится человек. Эти эмблемы применяются и в Департаменте обороны и в ведомствах министра обороны, они являются так называемыми эмблемами «универсального пользования», что означает, что их можно носить на любой униформе любого вида вооружённых сил США.
В министерстве обороны США применяются следующие виды эмблем:
| Эмблема президентской службы    | Эмблема службы вице-президента                           |
|                                 |                                                          |
| Эмблема службы министра обороны | Эмблема службы объединенного комитета начальников штабов |